# Disco Polo Live
Disco Polo Live – program muzyczny prezentujący utwory z gatunku disco polo, gdzie głównie nadawano muzykę z wytwórni muzycznej Green Star. Emitowana na antenie Polsatu w latach 1996–2002. Program został wznowiony w styczniu 2009 w Edusat a później od 15 marca 2009 do marca 2011 roku w iTV, a od 7 maja 2011 (z przerwą od 30 grudnia 2023 do lutego 2024) emitowany na antenie Polo TV a od 3 marca 2024 także na antenie Disco Polo Music.

## Historia programu

### Lata 1996–2002

#### O programie
Pierwszy odcinek programu Disco Polo Live został wyemitowany w sobotę 3 lutego 1996 roku o 19.00. W programie prezentowano głównie teledyski wykonawców związanych z wytwórnią Green Star z Białegostoku, m.in. Akcent, Boys, Milano, Classic, Toples, M.I.G, Maxel, Mejk, Casanova, Buenos Ares, Kolor, BFC, Easy Land, Domino, Skaner, Tia Maria, Focus, Viper i Vexel. Pierwszym gościem programu był zespół Casanova. Pierwszym teledyskiem w programie był utwór Niech żyje życie z repertuaru zespołu Kolor. Wokalistka z tego zespołu czyli Marzanna Zrajkowska zaśpiewała też charakterystyczny dżingiel towarzyszący czołówkom programu. W 2010 roku w tej roli zastąpiła ją Aleksandra Rybaczek z zespołu Shine.
Od początku emisji (3 lutego 1996) przez 5 lat – do 1 września 2001 (wyjątkami są: 3 lipca, 10 lipca, 17 lipca, 24 lipca, 31 lipca, 7 sierpnia, 14 sierpnia, 21 sierpnia 1999) prowadzącym program był białostocki aktor Piotr Świergalski (DJ Pietrek). W niektórych odcinkach czasami był zastępowany m.in. przez Beatę Gajek, Romana Wrzoska i Dagmarę Kajdel. Nawet i zespoły prowadziły program w zastępstwie za Piotra m.in. Skaner, Kolor, Domino, Milano, Lider i Akcent. Od 8 września 2001 do 24 sierpnia 2002 przez jeden rok program prowadzili Anna Włodarkiewicz i Maciej Dobrowolski.
Latem 2002 program Disco Polo Live wraz z magazynem Disco Relax został usunięty z ramówki na skutek zmian programowych i drastycznego spadku popularności tego gatunku muzyki (ostatnia emisja – 24 sierpnia 2002). Program zastąpił na antenie telewizji Polsat poświęcony polskiej i zagranicznej muzyce pop, rock i hip-hop magazyn muzyczny Hitmania, a miejsce Disco Relax zajęło Muzykogranie.
W okresie od II połowy stycznia do początku lipca 1997 w programie emitowano także obok teledysków z wytwórni Green Star również teledyski z innych wytwórni muzycznych, ale głównie pokazywano w ramach eliminacji do II Festiwalu Muzyki Disco Polo i Dance pod koniec lipca 1997 roku. 5 września 1998 roku w programie, w ramach pojawiającego się wtedy cyklu „Ze zdartej płyty” (prezentującego przeboje programu sprzed lat), zaszła jednak godna pożałowania pomyłka - okazało się, że pokazano inny teledysk wytwórni STD – Zuppa Romana zespołu Big Dance. 19 grudnia 1998 roku w programie, w ramach pojawiającego się wtedy cyklu „Koncerty”, zaszła jednak godna pożałowania pomyłka - okazało się, że pokazano inny teledysk wytwórni Omega Music – Nie chcę czekać dłużej zespołu Funky 5. 3 czerwca 2000 roku w programie, w ramach pojawiającego się wtedy cyklu „Uśmiechnij się” (prezentującego śmieszne dowcipy i żarty z teledysku disco polo),  po raz kolejny zaszła jednak godna pożałowania pomyłka - okazało się, że pokazano inny teledysk wytwórni STD – Hej, od Krakowa jadę! zespołu Big Dance. 17 lutego 2001 roku w programie, w ramach pojawiającego się wtedy cyklu „Kącik dla zakochanych” (prezentującego przeboje dla zakochanych), zaszła jednak kolejna godna pożałowania pomyłka - okazało się, że pokazano inny teledysk wytwórni STD – Szesnaście lat zespołu Bobi, oraz w ramach ponownie pojawiającego się wtedy cyklu „Ze zdartej płyty” (prezentującego przeboje programu sprzed lat) – okazało się, że pokazano inny teledysk wytwórni STD – Zakurzone drogi zespołu Bosanowa.
Program w latach 1996–2001 aż siedmiokrotnie zmieniał porę nadawania. Od samego początku do 23 marca 1996 był nadawany w soboty o godz. 18:55, od 30 marca do 31 sierpnia 1996 – w soboty o godz. 18:45, od 7 września 1996 do 26 czerwca 1999 program nadawany był w soboty o godz. 19:05, a w lato 1999 (od 3 lipca do 28 sierpnia 1999) program nadawany był w soboty o godz. 19:00, głównie przed serialem Miodowe lata. Od 3 września do 29 października 1999 program był nadawany w piątki o 18.55. Następnie od 7 listopada 1999 do 20 lutego 2000 program emitowano w niedziele pomiędzy godz. 14:10 a 14:35. Potem od 4 marca do 30 grudnia 2000 roku program znów został przeniesiony w soboty pomiędzy godz. 14:35 a 15:25. 9 września 2000 roku, program został wyjątkowo wyemitowany o godz. 13:00, z powodu meczu eliminacyjnego do Mundialu 2002. Zaś od 6 stycznia 2001 roku do końca nadawania program był nadawany w soboty pomiędzy godz. 9:40 a 10:00. 1 grudnia 2001 roku, program został wyjątkowo wyemitowany o godz. 14:35, dopiero po filmie Długa droga do domu, także z powodu meczu eliminacyjnego i losowania grup meczowych do Mundialu 2002, który został emitowany o godz. 10:30. Ostatni odcinek przed 7-letnią przerwą został emitowany w sobotę, 24 sierpnia 2002 o godz. 10:00 w Polsacie, przed filmem Bunt.
Program nadawano również w Polsacie 2, w okresie od 3 stycznia 1998 roku do 25 marca 2000 roku oraz od 2 stycznia do końca października 2002 roku. Ostatnim teledyskiem był utwór Hymn młodości z repertuaru zespołu Tia Maria. Ostatnim gościem był zespół Viper. Łącznie na antenie TV Polsat emitowano 336 odcinków. Kiedy program gościł na antenie Polsatu, wyemitowano ponad 6500 teledysków i odwiedziło program ponad 200 zespołów disco polo.
W 6,5-letniej historii programu, premierowych odcinków nie emitowano aż 6 razy: 3 stycznia 1998, 26 grudnia 1998, 26 grudnia 1999, 27 lutego 2000, 22 kwietnia 2000 i 17 czerwca 2000.

### Okres 2002–2008
Po zniknięciu z ramówki Polsatu programu cała muzyka disco polo produkowana przez firmę fonograficzną Green Star została przeniesiona do Polsatu 2 do nowego programu Szczęśliwa 8. Program Szczęśliwa 8 formułą był podobny jak Disco Polo Live. Prowadził go Robert Klatt. Program istniał od września 2002 do końca 2004 roku, czyli u prawie schyłku popularności muzyki disco polo. Na antenie Polsatu 2 wyemitowano 100 odcinków Szczęśliwej 8.
Archiwalne odcinki emitowane w Polsacie można było oglądać na telewizji internetowej ipla (później jako Polsat Box Go) od lutego 2009 do sierpnia 2014. We wrześniu 2014 skończyła się licencja i zniknęły z serwerów ipla (później jako Polsat Box Go) na czas przerwy kilkuletniej. Na ipla były dostępne 334 odcinki programu.

### Od 2009 roku
Po niespełna 6,5 rocznej przerwie, od stycznia 2009 telewizja Edusat wznowił na krótki czas program, ale pod inną nazwą Disco Polo Life, lecz po zmianach programowych stacja zdjęła program ze swej anteny. Pierwszym teledyskiem po wznowieniu programu był Martin – Nie warto tęsknić. Pierwszym gościem wznowionego programu był zespół Buenos Ares. W latach 2009–2011 emisja przeniesiona została do iTV i odcinki były pokazywane od początku. Program również nadawano w telewizji internetowej ITVC w okresie 2009 – 2010.
Program od maja 2011 roku do grudnia 2023 oraz od marca 2024 jest nadawany na kanale poświęconym przede wszystkim muzyce disco polo – Polo TV. Premiera od 7 maja 2011 do 30 grudnia 2023 w każdą sobotę o 19.00, a powtórka w niedzielę o 19.00, zaś od 2 marca 2024 w sobotę i niedzielę o 19.00, a powtórka w środy o 17.00. Dawniej program nadawany był w niedzielę o 10.20, później w niedzielę o 14.30 i w piątki o 14.10.
Prowadzącym program jest Robert Klatt z zespołu Classic.
6 lutego 2016 roku program obchodził 20-lecie istnienia. Z tej okazji na antenie Polo TV emitowany był od 27 marca do 12 czerwca 2016 roku program pt. „20 lat Disco Polo Live”.
W kwietniu 2018 została zmieniona oprawa graficzna programu, z związku z podobnymi nazwami „Naj z naj” i „VIPO”, które dawniej były nadawane w Polo TV.
W historii programu od 2009 roku premierowych odcinków nie emitowano aż 2 razy: 11 kwietnia 2010 i 18 kwietnia 2010.

## Fabuła programu (Polsat/Polsat 2)
W pierwszych odcinkach programu pokazywano relację z różnych imprez organizowanych przez Green Star i rozmowa z gościem oraz propozycje do listy przebojów, a później lista „Szczęśliwa 7" – jak sama nazwa wskazuje, notowano na niej 7 utworów, w tym jedną nowość. Wtedy czasami cały odcinek był poświęcony liście „Szczęśliwa 7". W późniejszych odcinkach fabuła się często zmieniała oraz godziny nadawania. Dodawano nowe propozycje do programów m.in. „Ze zdartej płyty” (od 5 września 1998, z utworami z archiwum programu), „Kącik dla zakochanych”. 14 września 1996 roku zmieniono listę przebojów ze „Szczęśliwej 7" na „Złotą 9” i odtąd notowano na niej 9 utworów, w tym dwie nowości. Do pierwszej nazwy powrócono 9 stycznia 1999 i odtąd notowano 7 utworów, w tym jedną nowość. Pierwsze notowanie listy miało premierę w odcinku 4. (emisja – 24 lutego 1996). Ostatnia zmiana w wydaniu z 8 września 2001 roku całkowicie się zmieniła. Zyskało nową oprawę i prowadzących a listę „Szczęśliwa 7" zmieniono na „Twoje przeboje”. Odtąd utwory z listy przebojów pokazano w różnych fragmentach programu.

## Fabuła programu (iTV/Polo TV)
Pierwsze notowanie listy przebojów miało miejsce premierowo w odcinku 4. (emisja - 5 kwietnia 2009). Notowano na niej 10 utworów, w tym jedna nowość (w niektórych przypadkach - dwie nowości).
Lektorem od marca 2009 roku do grudnia 2023 roku był Dariusz Trzewik, który występował w zespole Play & Mix.
Od września 2023 roku (z przerwą w notowaniach: styczniowym, lutowym, lipcowym i sierpniowym) oprócz listy przebojów jest także drugie zestawienie pod nazwą „Przebój Miesiąca Disco Polo Live”. Debiutanckie notowanie odbyło się 7 października 2023, a wygrał je zespół Topky - „Pokora”. Jest to zestawienie 30 najlepszych piosenek, które cieszyły się popularnością w ostatnich miesiącach, więc w danym miesiącu wybranych drogą głosowania poprzez kartki pocztowe, których to motyw jest zresztą widoczny w czołówce bloku. Trzecia dziesiątka notowania (zawierająca utwory od 30 do 21 miejsca) jest prezentowana w formie graficznej z budującą emocje muzyką w tle, druga w formie krótkich, a pierwsza w formie dłuższych urywków piosenek. Zestawienie „Przeboju Miesiąca Disco Polo Live” pojawia się zawsze w pierwszym wydaniu programu „Disco Polo Live” emitowanym po zakończeniu miesiąca, którego to dotyczy dana odsłona bloku.

## Oglądalność programu (Polsat/Polsat 2/iTV/Polo TV)[e]
Wersja polsatowska programu cieszyła się większą popularnością niż wznowiona formuła. Popularność programu przypadała na lata 1997 i 1998, kiedy program oglądało ponad 5,5 mln widzów, a najmniejsza oglądalność przypadało na lato 2001 kiedy oglądalność programu wynosiła prawie 400 tys. widzów. Prawdopodobnie spadek programu przyczynił się do częstszych zmiany pory oglądania w latach 1999–2001. Dzięki zmianie formule i pory oglądania po 8 września 2001 wynik oglądalności poprawił się. Ostatnie odcinki programu kończyły wyniki na 2,5 mln widzów.